# 芝本正
芝本 正（しばもと ただし、1944年7月30日 - 2018年12月19日）は、日本の俳優、演出家。大阪府出身。趣味は農業。身長174cm、体重65kg。

## 人物・来歴
時代劇や京都・大阪制作の作品に多く出演。
1997年から劇団「演劇集団芝居小舎」（えんげきしゅうだん しばいごや）を大阪市都島区で立ち上げる。自ら演出をこなし人材の育成に当たっていた。運営方針は「演じるだけでなく、制作や裏方もこなせる人材を育てよう」であり、近鉄小劇場における初演「サンダカン八番娼館」以降、28回以上の公演を行っていた。
2018年12月19日に死去。74歳没。

## 出演

### テレビドラマ
- 素浪人 月影兵庫 第2シリーズ 第99話「空前絶後の恋だった」（1968年、NET / 東映） - いかさま博打で騙される若旦那
- 必殺シリーズ（朝日放送・松竹）
  - 暗闇仕留人 第14話「切なくて候」（1974年） - 侍
  - 必殺仕置屋稼業
    - 第11話「一筆啓上悪用が見えた」（1975年） - 徳兵衛
    - 第16話「一筆啓上無法が見えた」（1975年） - 佐野

  - 必殺仕業人 第7話「あんたこの仇討どう思う」（1976年） - 半次
  - 必殺からくり人・血風編 第9話「小判が眼をむく紅い闇」（1976年） - 枕探しの被害に遭った男
  - 翔べ! 必殺うらごろし 第10話 「女は子供を他人の腹に移して死んだ」（1978年） - 牢役人
  - 必殺仕事人
    - 第53話「惚れ技情炎半鐘割り」用心棒・阿久根役（1980年）
    - 第58 - 84話 筆頭同心・荒巻 役（レギュラー 1980 - 1981年）

  - 新・必殺仕事人
    - 第43話「主水予算オーバーする」（1982年） - 丹治
    - 第54話「主水入学祝する」（1982年） - 藤兵衛

  - 必殺仕事人III
    - 第6話「女牢に目をつけたのは主水」（1982年） - 勘造
    - 第15話「加代に死の宣告をしたのは主水」（1983年） - 宗八
    - 第32話「誘拐犯の娘に惚れたのは秀」（1983年） - 亥吉

  - 必殺仕事人IV 第33話「勇次 悪女軍団と対決する」（1984年） - 弥兵衛
  - 必殺仕切人（1984年）
    - 第8話「もしも密林の王者が江戸に現れたら」 - 月岡弾正
    - 第17話「もしも江戸に占いブームが起ったら」 - 夢占い

  - 必殺仕事人V 第9話「主水、キン肉オトコに会う」（1985年） - 三谷
  - 必殺橋掛人 第12話「四谷の忍者寺を探ります」（1985年） - 定七
  - 必殺仕事人V・激闘編（1986年）
    - 第11話「加代、何でも屋婆さんに驚く」 - 多助
    - 第30話「主水、年上妻にあこがれる」 - 甚ヱ門

  - 必殺まっしぐら! 第6話「相手は佐渡金山の乱脈男」（1986年） - 片桐十三郎
  - 新春仕事人スペシャル 必殺忠臣蔵（1987年） - 梶川与惣兵衛
  - 必殺仕事人V・旋風編 第8話「主水、コールガールの仇をうつ」（1987年） - 玄達
  - 必殺仕事人・激突!
    - 第2話「大久保彦左衛門のたらい」（1991年） - 渡海屋源兵衛
    - 第21話「最後の大仕事」（1992年） - 佐久間勘助

  - 必殺仕事人2009 第15話「昔の女」（2009年、テレビ朝日共同制作） - 喜兵衛
- 大岡越前（TBS / C.A.L）
  - 第4部
    - 第6話「黒い影」（1974年11月11日）
    - 第19話「天下を盗る（前編）」（1975年2月10日）

  - 第6部 第17話「人情仇討ち裁き」（1982年6月28日） - 瓦版屋
  - 第7部 第4話「義賊あざみ小僧」（1983年5月16日） - 瓦版屋
  - 第11部
    - 第4話「緋桜の女」（1990年5月14日）
    - 第25話「渡る世間に鬼はない」（1990年10月8日）

  - 第12部 第22話「命がけの婿入り志願」（1992年3月16日）
  - 第13部 第20話「過去を消していた女」（1993年3月29日）
  - 第14部
    - 第5話「嘘つき婆さんの人助け」（1996年7月15日） - 喜兵衛
    - 第15話「牛も唸った大岡裁き」（1996年9月23日） - 利右衛門

  - 第15部
    - 第13話「母恋し！」（1998年12月7日）
    - 第25話「最後の罪が恩返し」（1999年3月8日） - 松風軒
- 木枯らし紋次郎 第23話「笹子峠の月に映えた」（1978年、12ch）
- 桃太郎侍（日本テレビ・東映）
  - 第102話「さらば上方屋」（1978年）
  - 第131話「母子涙のわかれ道」（1979年）
  - 第161話「夢から来た手紙」（1979年）
- 江戸の波濤（1979年、フジテレビ・東宝・映像京都）
- 水戸黄門（TBS / C.A.L）
  - 第6部 第9話「偽黄門さまの助太刀 -福岡-」（1975年5月26日） - 津上の門弟
  - 第7部 第27話「真実に命をかけて -松本-」（1976年11月22日） - 藩士
  - 第8部
    - 第26話「うぐいす春風剣 -中津-」（1978年1月9日） - 髭の役人
    - 第29話「妖雲晴れた桜島 -鹿児島-」（1978年1月30日） - 役人

  - 第9部 第9話「黄門さまの父子裁き -弘前-」（1978年10月2日） - 牢役人
  - 第13部 第10話「尾張名古屋の妖怪退治 -尾張-」（1982年12月20日） - 馬方
  - 第18部
    - 第14話「泣き笑い助太刀志願 -小浜-」（1988年12月12日）- 三原六右衛門
    - 第32話「飴屋の幽霊 -川崎-」（1989年4月24日）

  - 第19部 第14話「恩讐越えた一刀彫 -米沢-」（1989年12月25日） - 仙波彦兵衛
  - 第20部
    - 第2話「水晶守った怒りの十手 -甲府-」（1990年10月29日） - 問屋
    - 第22話「酔いどれ幸助涙の仇討ち -鹿児島-」（1991年4月8日）
    - 第27話「銘酒守った身代わり花嫁 -広島-」（1991年5月13日） - 太田屋

  - 第21部 第4話「母恋し娘馬子唄 -米子-」（1992年4月27日） - 宗兵衛
  - 第22部 第33話「格さんの親友は脱藩者 -白河-」（1993年12月27日） - 職人頭
  - 第23部
    - 第8話「狙われた娘馬子 -善光寺-」（1994年9月19日） - 県屋
    - 第16話「八兵衛夢見た若旦那 -宮津-」（1994年11月21日）
    - 第28話「美人かあちゃん子沢山 -延岡-」（1995年2月20日） - 豊後屋
    - 第39話「白いお髭のお婿殿 -府中-」（1995年5月8日） - 武蔵屋

  - 第24部
    - 第16話「瞼の父は悪の手先 -島原-」（1996年1月8日）
    - 第28話「悪を砕いた世直し剣 -長岡-」（1996年4月8日） - 庄屋
    - 第35話「悪を懲らした三春駒 -三春-」（1996年5月27日） - 蓮見屋

  - 第25部 第28話「八が恋した美人妻 -新潟-」（1997年7月7日） - 北掃部
  - 第26部 第22話「網干の祭りの鬼退治 -姫路-」（1998年7月13日） - 喜十郎
  - 第27部 第11話「嘘を承知でお銀の花嫁 -八戸-」（1999年5月31日） - 家老・佐久間治兵衛
  - 第28部 第13話「哀しきゴマスリ出世道 -桑名-」（2000年6月5日） - 庄屋・善右衛門
  - 第29部 第5話「波瀾万丈の旅立ち -甲府-」（2001年4月30日） - 八右衛門
  - 第30部 第17話「二枚目助さん 女難の相 -倉敷-」（2002年5月6日） - 呉服屋
  - 第31部
    - 第7話「格も迷惑 意地っ張り母娘 -宮-」（2002年11月25日） - 笹風屋
    - 第22話「陰謀渦巻く福岡城 -下関・博多-」（2003年3月24日） - 朝倉の配下

  - 第33部 第18話「帰って来た風の盆 -八尾-」（2004年8月23日） - 文六
  - 第34部 第11話「津軽馬鹿塗り 頑固比べ -弘前-」（2005年3月21日） - 幸助
  - 第35部 第4話「湯の町守る孤独な正義 -道後-」（2005年10月31日） - 半右衛門
  - 第36部 第2話「母子逢わせた達磨さま -高崎-」（2006年7月31日） - 医者
  - 第37部 第3話「亭主参った嫁姑対決 -松井田-」（2007年4月23日） - 市蔵
  - 第39部
    - 第4話「天誅!紫頭巾参上 -近江八幡-」（2008年11月3日） - 茶店の主人
    - 第14話「悪事をあばく今昔の恋 -宮崎-」（2009年1月26日） - 伊助

  - 第42部 第14話「命を張った弥七の度胸 -松江-」（2011年1月24日） - 吾助
- 江戸の用心棒（1981年、フジテレビ・東宝・映像京都）
  - 第6話「胸さわぎ」 - 左平
  - 第11話「謎の剣客」 - 赤穂浪士
  - 第24話「老中誘拐さる」
- 斬り捨て御免!（12ch / 歌舞伎座テレビ）
  - 第2シリーズ 第2話「大奥秘録叛乱の地獄絵巻 後編」（1981年） - 新藤忠左衛門
  - 第3シリーズ 第22話「今あかす翁の御前の正体」（1982年） - 青山織部
- 赤かぶ検事奮戦記（ABC / 松竹）
  - 第2シリーズ 第7話「死人に口あり」（1982年）
  - 第3シリーズ 第1話「赤かぶ 萩へ転勤す」（1983年） - 小畑良平
  - 第4シリーズ （1985年） - 大島事務長
- 遠山の金さん（ANB / 東映）
  - 第1話「新奉行登場!!顔のない人気作家!」（1982年）
  - 第54話「お弓が三人! ホンモノは誰だ!?」（1983年）
  - 第72話「闇祭り、狙われた花嫁行列!」（1983年）- 甲州屋勘次郎
  - 第91話「京の貴公子・綾小路菊麿さまお成り!」（1984年）
  - 第96話「妖剣秘話・裏切られた女!」（1984年）
  - 第120話「魔剣の旅・越後三味線の女II」（1984年）- 堂本路山
- 新・なにわの源蔵事件帳 第12話「善人の仮面」（1984年、NHK）
- 怪人二十面相と少年探偵団 第19回（1984年、KTV・宝塚映像） - 松井市郎
- 西部警察 PART-III 第49話「京都・幻の女殺人事件‐京都編‐」（1984年、テレビ朝日・石原プロモーション） - 京都府警・遠藤刑事
- 土曜ワイド劇場
  - 京都殺人案内シリーズ（朝日放送）
    - 京都殺人案内5・母恋桜が散った（1981年） - 後藤伊之助
    - 京都殺人案内11・美人社長誘拐さる!（1985年） - 藤沢係長
    - 京都殺人案内12・撮影所の女をさぐれ！（1986年） - 牛島直也
    - 京都殺人案内13・現代忠臣蔵事件（1987年） - 米倉刑事
    - 京都殺人案内15・音川、完全犯罪に挑む!（1989年） - 清水晶
    - 京都殺人案内18・20時18分の死神!?（1992年） - 高倉孝太郎
    - 京都殺人案内30・音川刑事玄界灘を渡る! 京都―有田・伊万里―韓国プサン（2007年） - 熊谷英治

  - 京都妖怪地図4〜河原町に棲む四百歳の不倫女医（1986年、朝日放送） - 村井孝夫
  - 長七郎江戸日記（日本テレビ）
    - 第1シリーズ 第4話「夫婦せんべい」（1986年2月11日） - 役人
    - 第2シリーズ
      - SP2「天下を取れ!仕掛けられた反乱」（1988年4月5日） - 用人
      - 第17話「夫婦飛脚・恋の綱引」（1988年6月14日） - 伊藤彦兵衛
      - 第27話「千切れ雲、縁の旅」（1988年10月18日） - 丸山仙十郎

    - 第3シリーズ
      - 第7話「死神をぶっ飛ばせ!」（1990年11月27日） - 与惣八
      - 第14話「雪に舞うわらべ唄」（1991年1月29日） - 日向内蔵助
      - 第30話「十手子守歌」（1991年6月25日） - 半兵衛
      - 第36話「鳴き砂」（1991年8月13日） - 羽賀兵馬

  - 謎のダイヤモンドを求めて日本縦断!（1989年） - 警官
  - 推理小説作家・沢木麻沙子シリーズ（ANB）
    - 沢木麻沙子シリーズ1 京都・博多殺人事件（1992年）
    - 沢木麻沙子シリーズ2 京都・浜名湖殺人事件（1993年）

  - 新・赤かぶ検事奮戦記（朝日放送）
    - 新・赤かぶ検事奮戦記2・呪いの紙草履（1995年） - 和紙工房の経営者
    - 新・赤かぶ検事奮戦記 氷見〜高山ブリ街道連続殺人事件！（1995年） - 干物工場の従業員

  - ジャンボ宝くじ 1億5千万が当たった女!連続殺人1・南紀勝浦から消えた女の謎（1998年） - 銀行支店長
  - 特急車掌 永瀬はるかの事件簿（1999年） - 木内豊
  - スリ三姉妹シリーズ3（2000年、朝日放送） - 九条
  - スペシャリスト2（2014年）
  - ドクター彦次郎1（2015年） - 清水秀治 役
- 部長刑事（朝日放送） - 小森警部補 役
- 京都かるがも病院 第15話「秘められた青春の傷痕」（1986年、ANB / 東映） - 刑事
- 暴れん坊将軍シリーズ（ANB / 東映）
  - 暴れん坊将軍III
    - 第30話「阿呆と呼ばれた名将軍」（1988年） - 佐久間
    - 第57話「白狐が泣いた夫婦唄!」（1989年） - 容斉

  - 暴れん坊将軍IV 第6話「天晴れ!孝行息子に名裁き」（1991年） - 秋田屋徳兵衛
  - 暴れん坊将軍V 第43話「天下を正した切腹訴状」（1994年） - 河田帯刀
  - 暴れん坊将軍VI
    - 第1話「吉宗潜入! 謀略の城 偽将軍宣下を阻止せよ!」（1994年）
    - 第46話「美女を泣かせる鬼十手」（1995年） - 丸屋

  - 暴れん坊将軍VIII（1997年 - 1998年） - 室鳩巣
  - 暴れん坊将軍X 第9話「小町娘連続殺人! 美人浮世絵が死を招く」（2000年） - 近江屋吉兵衛
  - 暴れん坊将軍XII 第7話「疑惑の家督相続! 吉宗と二世を誓った女」（2002年） - 梅弥の父
- 月影兵庫あばれ旅 第1シリーズ 第3話「蔭で糸引く奴の顔」（1989年、TX / 松竹） - 梶原仁左衛門
- 風雲江戸城 怒涛の将軍徳川家光（1989年） - 内田元知
- 鬼平犯科帳（フジテレビ / 松竹）
  - 第1シリーズ 第1話「暗剣白梅香」（1989年） - 甚兵衛
  - 第2シリーズ 第5話「五年目の客」（1990年） - お菊の夫
  - 第5シリーズ 第6話「白根の万左衛門」（1994年） - 梅之助
  - 第8シリーズ 第7話「同門対決」（1998年）
  - 第9シリーズ 第4話「一本饂飩」（2001年） - 元助
- 八百八町夢日記 （日本テレビ・ユニオン映画）
  - 第1シリーズ 第6話「女賊の恋」（1989年）
  - 第1シリーズ 第19話「涙雨・おんな暦」（1990年） - 石川頼母
  - 第1シリーズ 第27話「次郎吉捨身の反撃」（1990年）
  - 第2シリーズ 第10話「おつや、涙の再会」（1991年） - 坂井
  - 第2シリーズ 第15話「泣くな、真四郎」（1992年） - 青木主膳
- 三匹が斬る!（ANB / 東映）
  - 三匹が斬る!
    - 第7話「勇み肌、男はご法度女人里」（1987年） - 番頭
    - 第15話「信玄の、亡霊見たかおしゃれ鳥」（1988年） - 金子周介

  - 続続・三匹が斬る!
    - 第11話「女難金難、死体になって長崎非常線!」（1990年） - 直蔵
    - 第17話「花嫁の首恋しや妖怪鬼八」（1990年、テレビ朝日系列） - 甚蔵

  - また又・三匹が斬る!
    - 第1話「姫君の御毒見役、三匹参上!」（1991年） - 影山大膳
    - 第10話「摩訶不思議、恋の行方と肉付面」（1991年） - 太田
    - 第19話「さすらいの、姫君悲し鬼街道」（1991年） - 河合甚兵衛

  - 新・三匹が斬る! 第11話「女一匹、わたしゃ闇の逃がし屋稼業」（1992年） - 宇兵衛
- お江戸捕物日記 照姫七変化 第3話「大奥炎上騒動!」（1990年、CX / 東映）
- 将軍家光忍び旅（1990-91年、テレビ朝日）第10話「陰謀渦巻く駿府城家光を狙う死の釣天井　（2時間スペシャル）」 - 段平
- 銭形平次（フジテレビ） ※北大路欣也版
  - 第1シリーズ 第5話「二匹の牝狐」（1991年）
  - 第4シリーズ 第10話「お静の秘密」（1994年） - 平戸屋
- あばれ八州御用旅 第3シリーズ（1992年、テレビ東京・ユニオン映画） - ナレーション
- 月曜ドラマスペシャル/刑事ガンさんシリーズ（TBS・松竹）
  - 京都葵祭り失跡事件（1992年） - 主人公草野岩平(山城新伍)の息子の小学校担任教師
  - 京都鞍馬祭り殺人事件（1994年） - 医師
- 半七捕物帳 第16話「悲しみの色の女」（1993年、NTV / ユニオン映画） - 両国屋
- 名奉行 遠山の金さん（ANB / 東映）
  - 第2シリーズ 第13話「遠山奉行の涙! 裁かれた聖母像」（1989年） - 渡海屋
  - 第5シリーズ
    - 第15話「桜吹雪の刺青をいれた女」（1993年） - 神田備中守
    - 第25話「罠にはまった盗賊夫婦」（1993年） - 長崎屋藤兵衛

  - 第6シリーズ
    - 第11話「復讐の女絵草子」（1994年） - 鶴屋喜三郎
    - 第22話「還暦祝い毒殺事件」（1995年） - 近江屋

  - 第7シリーズ 第1話「徳川埋蔵金 赤い毒グモの秘密」（1995年） - 宇田川蘭堂
  - 第8シリーズ 第15話「ねずみに殺人容疑 金さん困る」（1997年） - 安藤勘解由
  - 第9シリーズ 第22話「危うし勘平! 殺しの獅子舞」（1998年） - 小野寺次秋
- 付き馬屋おえん事件帳（テレビ東京・松竹）
  - 第2シリーズ 第12話「吉原を潰せ!」（1993年） - 鶴屋 役
  - 第3シリーズ 第5話「女の恨み取り立てます」（1995年）
- 闇を斬る!大江戸犯科帳 第3話「闇奉行対闇奉行」（1993年、日本テレビ・ユニオン映画） - 笹木
- 桃太郎侍II「危うし!八百万石　闇将軍の陰謀と四人の美女 桃太郎、江戸―名古屋―京で怒りの鬼退治!!」（1993年、テレビ朝日版・東映）
- ドラマ新銀河（NHK）
  - 青空にちんどん（1994年） - スナックのマスター
- 江戸を斬るVIII 第14話「女を狙う吸血剣」（1994年、TBS / C.A.L）
- 天切り松 闇がたり（関西テレビ）
- おみやさん（テレビ朝日）
  - 第3シリーズ
  - 第4シリーズ 第3話「消えた遺書が招く連続変死!!家族に捨てられた父」（2005年） - 姫野雄介
  - 第9シリーズ 第7話「京都嵐山に潜む殺人計画!当選金1億に翻弄された男と女!!」（2012年） - 斉藤秀正
  - 新春スペシャル（2014年）
- 大江戸弁護人・走る!（テレビ朝日） − 喜平
- アイ'ム ホーム（NHK）
- 南町奉行事件帖 怒れ!求馬 第13話「求馬危うし!」（1997年 TBS・C.A.L） - 幸助
- 家康が最も恐れた男 真田幸村（1998年） ‐ 織田有楽斎 役
- 隠密奉行朝比奈 第4話「信濃路逃避行 狙われた姫君」（1998年、フジテレビ）  - 松平伊賀守
- いのちの現場から 第6シリーズ（1999年、毎日放送） - 牧原社長 
  - 新いのちの現場から（毎日放送） - 木下
- 南町奉行事件帖 怒れ!求馬II 第13回「孫の駆け落ち」（2000年 TBS・C.A.L） - 堺屋
- 熱血!周作がゆく 第6話「指名手配! 恋人が消えた…」（2000年、テレビ朝日・東映） - 浅井屋喜兵衛
- オヤジ探偵 第1シリーズ（2001年） - 豊川実
- 御家人斬九郎 第5シリーズ 第1話「迷惑な忠義者」（2001年、CX / 映像京都） - 坂崎剣持
- 八丁堀の七人 第3シリーズ（2002年） - 留守居・進藤十内
- 怪談百物語（2002年） - 幸兵衛
- 盤嶽の一生 第7話「じゃじゃ馬馴らし」（2002年）- 武蔵屋利兵衛
- ドラマ30 ドレミソラ（2002年、MBS） - 関口満
- 夜桜お染（2003年） - 井筒屋久右衛門
- アイ'ム ホーム（2004年） - 御蔭康明
- 名奉行! 大岡越前
  - 第1シリーズ 第2話「小問物屋彦兵衛一件」(2005年4月25日) - 石出帯刀
  - 第2シリーズ 第2話「男涙の夢裁き！人質、下手人、身代金が全て消えた!?」(2006年4月25日) - 酒井帯刀
- 大化改新 (テレビドラマ)（2005年） - 田目連
- 怪談スペシャル（2005年） - 幸兵衛
- 新・人間交差点（2006年）
- 連続テレビ小説（NHK大阪 製作）
  - よーいドン（1982 - 1983年） - 寺本先生 役
  - 純ちゃんの応援歌（1988 - 1989年） - 大出監督
  - 走らんか!（1995年 - 1996年）
  - オードリー（2000年 - 2001年） - 「夢死郎」の語り
  - てるてる家族（2003年 - 2004年）
  - 風のハルカ（2005年 - 2006年）
  - 芋たこなんきん（2006年 - 2007年） - 山内寅彦
  - ちりとてちん（2007 - 2008年） - 土佐屋尊徳
  - ウェルかめ（2009年 - 2010年） - 小野玄助
  - てっぱん（2010 - 2011年） - 塩村徳太郎
  - 純と愛（2012年） - 山本
- 京都地検の女 第4シリーズ 第6話「刑務所に入りたがる女! 桔梗の花が暴く殺意!!」（2007年、テレビ朝日）
- 刺客請負人 第1シリーズ（2007年） ‐ 喜兵衛
- 常願寺川砂防100周年特別番組 ちいさな暉石（2007年、チューリップテレビ）
- 万葉ラブストーリー（NHK奈良）
- 金曜時代劇 密命 寒月霞斬り 第4話（2008年4月、テレビ東京）
- その男、副署長 第2シリーズ（2008年） - ラーメン屋「らんたん」主人
- メイド刑事 第6話（2009年8月、テレビ朝日）
- 科捜研の女（EX）
  - 第1シリーズ 第6話「足だけの死体の謎!学校の怪談京都編!?」（1999年） - 大橋洋司
  - 第10シリーズ 第9話「生物学者VSマリコ!幻の花に潜む殺意!!」（2010年） - 黒沢庄一
- 2夜連続 松本清張スペシャル 球形の荒野（2010年11月26日、フジテレビ） - 社務所の男
- 新春ワイド時代劇（テレビ東京）
  - 忠臣蔵〜その義その愛（2012年1月2日） - 大目付
- 妻は、くノ一（2013年4月、NHK BSプレミアム） - 長兵衛
- 鴨、京都へ行く。-老舗旅館の女将日記- 第8話（2013年5月28日、フジテレビ） - 佐伯繁信
- 大岡越前 最終話（2014年1月24日、NHK BSプレミアム） - 幸兵ヱ
- 復讐法廷（2015年2月7日、テレビ朝日） - 江里房雄
- 鬼平外伝 最終章 四度目の女房（2016年、BSスカパー! / 松竹） - 政右衛門
- 伝七捕物帳（2016年） - 平野屋惣兵衛

### 映画
- 瀬戸内少年野球団（1984年、YOUの会 / ヘラルド・エース）
- ボクちゃんの戦場（1985年、こぶしプロダクション）
- 鑓の権三（1986年、表現社・松竹）
- 必殺始末人 第1作（1997年） - 井筒屋利兵衛
- 森の学校 (映画)（2002年） - 林一朗（校長先生）
- 秋深き (2008年、「秋深き」製作委員会＆ビターズ・エンド＆東宝)  - 校長先生
- 最後の忠臣蔵（2010年、角川映画） - 茶屋の親爺
- ビターコーヒーライフ（2012年、テンダープロ）
- 蠢動 -しゅんどう-（2013年） - 鵜沼一信

### オリジナルビデオ
- 難波金融伝 ミナミの帝王・24 海に浮く札束（2003年、ケイエスエス） - 吉永社長
- 影の交渉人 ナニワ人情列伝（2009年）

### テレビアニメ
- チエちゃん奮戦記 じゃりン子チエ（1991年、TBS） - 服部（夫）

### ラジオ
- FMシアター（NHK-FM）
  - 「月光のパルス」（2004年）
  - 「暑中休み」（2006年）
  - 「電光仮面 最後の戦い」（2006年）
  - 「吉野雛」（2011年）
  - 「うさぎの神様」（2011年）
  - 「はじまりの旅」（2012年）
- オーサカ・ナイト・スペース ヤング立入禁止（ラジオ大阪）

### CM
- 小林製薬ノコギリヤシ
- KINCHOキンチョーリキッド

### その他
- 大岡越前のお年寄りの交通安全（2000年、東映教育映像部ビデオ） - 上州屋惣衛門 役 ※ノンクレジット